# 백로술
백로술은 조선민주주의인민공화국의 술이다. 알코올 도수는 40도이다. 대한민국에서도 대동강 맥주 다음으로 잘 알려진 술이다.

## 생산 설비
백로술은 자강도 강계시에 있는 강계포도술공장에서 생산한다. 1956년 4월에 세워진 이 공장은 포도주를 전문으로 생산하는 조선민주주의인민공화국의 대표적인 공장으로, 백로술 외에도 인풍술, 머루술, 목련술 등을 생산하고 있다.
이 공장에서 수출하는 강계 포도술은 매우 향이 강렬하며 도수가 높은 술이다.